# 939

## Родени
- Роман II, император на Византия